# Гран-Сассо-д’Италия
Гран-Са́ссо-д’Ита́лия (итал. Gran Sasso d’Italia, с итал. — «Великий утёс Италии») — горный массив в Абруццо, наиболее высокая часть Апеннинских гор в целом и Абруццких Апеннин в частности. Три наиболее высоких пика — Корно-Гранде (2912 м), Корно-Пикколо (2655 м) и Пиццо-Интермезоли (2635 м). В сени Корно-Гранде расположен самый южный в Европе ледник Кальдероне. Уникальная для Средней Италии природа горного массива охраняется в составе национального парка «Гран-Сассо и Монти-делла-Лага».
Восточнее основных горных вершин расстилается Кампо-Императоре (итал. Campo Imperatore) — самое обширное плато Апеннинского полуострова со старейшими горнолыжными курортами Италии. В отдалённой горнолыжной гостинице «Кампо-Императоре» (действующей и сегодня) после свержения был заключён Муссолини. Чтобы вызволить дуче из заточения, в 1943 году Отто Скорцени осуществил в этой труднодоступной местности высадку десанта с планеров.
В 1984 году сквозь массив был проложен туннель. По нему проходит автомобильная трасса А24, соединяющая Рим с Адриатическим побережьем. Вторая очередь туннеля сдана в 1995 году. В ответвлении туннеля под горой Монте-Аквила находится Национальная лаборатория Гран-Сассо, крупнейшая в мире подземная лаборатория, где проводятся высокоточные физические эксперименты, требующие защиты от космических лучей (наиболее известен проект потока мюонных нейтрино ЦЕРН — Гран-Сассо). На высоте 2150 м смонтировано астрономическое оборудование проекта CINEOS.

## Основные вершины массива
| Номер на фото | Название                                    | Высота, м | Часть массива      | Фото (вид с востока) |
| ------------- | ------------------------------------------- | --------- | ------------------ | -------------------- |
| 1             | Корно-Гранде (Corno Grande)                 | 2912      | Центральный массив |                      |
| 2             | Корно-Пикколо (Corno Piccolo)               | 2655      | Центральный массив |                      |
| 3             | Пиццо-Интермезоли (Pizzo Intermesoli)       | 2635      | Западная часть     |                      |
| 4             | Монте-Корво (Monte Corvo)                   | 2623      | Западная часть     |                      |
| 5             | Монте-Камичия (Monte Camicia)               | 2564      | Восточный хребет   |                      |
| 6             | Монте-Прена (Monte Prena)                   | 2561      | Восточный хребет   |                      |
| 7             | Пиццо-Чефалоне (Pizzo Cefalone)             | 2533      | Западная часть     |                      |
| 8             | Монте-Аквила (Monte Aquila)                 | 2494      | Центральный массив |                      |
| 9             | Монте-Инфорначе (Monte Infornace)           | 2469      | Восточный хребет   |                      |
| 10            | Чима-делле-Малекосте (Cima delle Malecoste) | 2444      | Западная часть     |                      |
| 11            | Монте-Портелла (Monte Portella)             | 2385      | Западная часть     |                      |
| 12            | Монте-Бранкастелло (Monte Brancastello)     | 2384      | Восточный хребет   |                      |
| 13            | Торри-ди-Казанова (Torri di Casanova)       | 2362      | Восточный хребет   |                      |
| 14            | Пиццо-ди-Камарда (Pizzo di Camarda)         | 2332      | Западная часть     |                      |
| 15            | Монте-Тремоджия (Monte Tremoggia)           | 2331      | Восточный хребет   |                      |